# Powstanie cziprowieckie
Powstanie cziprowieckie miało miejsce w 1688 r. w trakcie walk bułgarsko-tureckich.
Po zdobyciu w roku 1688 Belgradu z rąk Turków przez wojska austriackie, w Bułgarii doszło do wybuchu powstania antytureckiego. Obszar walk objął północno-zachodnią część kraju z głównym ośrodkiem w Cziprowcach (30 km od Pirotu). Na czele powstańców stanęli doświadczeni w walkach D. Pejaczewicz, B. Marinow i Ł. Andreewicz. Przeciwko powstańcom wysłano 1500 żołnierzy tureckich pod wodzą Yeğen Paszy oraz 1000 Węgrów księcia Imre Thököly'ego. Siły te uderzyły na miasta objęte powstaniem. W listopadzie wojska węgiersko-tureckie zaatakowały obóz powstańców w Żerawicy (25 km na wschód od Cziprowiec), gromiąc znajdujących się w nim żołnierzy a następnie zdobywając Cziprowci. Większość powstańców została wycięta a miasto wraz z okolicznymi wsiami zniszczono.